# Aeroportul Internațional „Macedonia” Salonic
Aeroportul Internațional „Macedonia” Salonic (IATA: SKG, ICAO: LGTS) este un aeroport din Mikra Municipal Unit⁠(d), Thermi Municipality⁠(d), Prefectura Salonic⁠(d), Macedonia Centrală, Macedonia și Tracia⁠(d), Grecia ce deservește zona Salonic. Aeroportul a fost tranzitat în 2022 de 5.918.372 de pasageri. A fost deschis în 1930 și numit după zona deservită.
Situat la o altitudine de 7 m, aeroportul dispune de 1 pistă. Este operat de Hellenic Civil Aviation Authority⁠(d).

## Infrastructură

### Piste
Aeroportul dispune de o singură pistă. Pista 10/28 are suprafața de asfalt și dimensiunile 2.440 m × . 